# Karrerulina
Karrerulina es un género de foraminífero bentónico de la familia Prolixoplectidae, de la superfamilia Verneuilinoidea, del suborden Verneuilinina y del orden Lituolida. Su especie tipo es Gaudryina apicularis. Su rango cronoestratigráfico abarca el Holoceno.

## Discusión
Clasificaciones previas incluían Karrerulina en el suborden Textulariina del orden Textulariida, o en el orden Lituolida sin diferenciar el suborden Verneuilinina.

## Clasificación
Karrerulina incluye a las siguientes especies:
- Karrerulina attenuata
- Karrerulina aegra
- Karrerulina apicularis
- Karrerulina bortonica
- Karrerulina clarentia
- Karrerulina coniformis
- Karrerulina conversa
- Karrerulina horrida
- Karrerulina obscura
- Karrerulina urutawica